# República Checa en los Juegos Paralímpicos de Londres 2012
La República Checa estuvo representada en los Juegos Paralímpicos de Londres 2012 por un total de 46 deportistas, 31 hombres y 15 mujeres.

## Medallistas
El equipo paralímpico checo obtuvo las siguientes medallas:
| Nombre                      | Deporte           | Evento                              |
| --------------------------- | ----------------- | ----------------------------------- |
| Oro                         |                   |                                     |
| Jiří Ježek                  | Ciclismo en ruta  | Contrarreloj C4 masculino           |
| Plata                       |                   |                                     |
| Radim Běleš                 | Atletismo         | Maza F31/32/51 masculino            |
| Rostislav Pohlmann          | Atletismo         | Disco F57/58 masculino              |
| Leoš Lacina Radek Procházka | Bochas            | Dobles BC4 mixto                    |
| Jiří Ježek                  | Ciclismo en pista | Persecución individual C4 masculino |
| Tereza Diepoldová           | Ciclismo en ruta  | Contrarreloj C1-3 femenino          |
| David Drahonínský           | Tiro con arco     | Compuesto individual W1 masculino   |
| Bronce                      |                   |                                     |
| Eva Berná                   | Atletismo         | Peso F37 femenino                   |
| Jiří Bouška                 | Ciclismo en ruta  | Contrarreloj C4 masculino           |
| David Vondráček             | Ciclismo en ruta  | Ruta T1-2 mixto                     |
| Jan Povýšil                 | Natación          | 50 m libre S4 masculino             |